# Wilhelm Schwartz
Wilhelm Schwartz – as lotnictwa niemieckiego Luftstreitkräfte z 8 potwierdzonymi  zwycięstwami w I wojnie światowej, dowódca Jagdstaffel 13, Jagdstaffel 69 i Jagdstaffel 73.
Służył w eskadrze myśliwskiej Jagdstaffel 20 od listopada 1917 roku do 22 stycznia 1918 roku. W jednostce odniósł swoje pierwsze zwycięstwo powietrzne 9 listopada. 22 stycznia  został przeniesiony na kilka dni do Jagdstaffel 43. Od 1 lutego objął stanowisko pierwszego dowódcy utworzonej w Poznaniu w Fliegerersatz Abteilung Nr. 4 eskadry myśliwskiej Jagdstaffel 69. W eskadrze służył do 1 maja odnosząc jedno potwierdzone i dwa niepotwierdzone zwycięstwa powietrzne. 1 maja został przeniesiony na stanowisko dowódcy Jagdstaffel 13, które pełnił do 15 czerwca 1918 roku, kiedy to w czasie ataku na balon obserwacyjny został ranny. Jego stanowisko zajął Franz Büchner, a Wilhelm Schwartz po wyleczeniu został przydzielony do eskadry Jagdstaffel 73 na stanowisko dowódcy, które pełnił do końca wojny. W jednostce odniósł swoje ostatnie zwycięstwo nad balonem obserwacyjnym 29 października.
Losy powojenne Wilhelma Schwartza nie są znane.

## Odznaczenia
- Krzyż Żelazny I Klasy
- Krzyż Żelazny II Klasy